# Melissa Peterman
Melissa Margaret Peterman (Minneapolis, 1 juli 1971) is een Amerikaanse actrice en presentatrice die bekend is van haar rol als Barbra Jean in Reba. Peterman is nu te zien als Bonnie Wheeler in de ABC Familyserie Baby Daddy, en als presentatrice van ABC Family's Dancing Fools, ABCs Bet on Your Baby, en CMT's The Singing Bee.

## Biografie
Peterman speelde na haar studie theater in Minnesota in verschillende theaterproducties. Ze maakte haar filmdebuut in 1996 als Hooker #2 in Fargo. Tegenwoordig speelt ze in verschillende televisieseries en presenteert ze verschillende televisieprogramma's. Ze woont in Los Angeles met haar man John Brady die ook acteur is.

## Persoonlijk
Peterman is getrouwd met John Brady in 1999, samen hebben ze een zoon uit 2005.

## Filmografie
| Jaar | Titel               | Rol             | Opmerkingen |
| ---- | ------------------- | --------------- | ----------- |
| 1996 | Fargo               | Hooker #2       |             |
| 2001 | How High            | Shelia Cain     |             |
| 2003 | Recipe For Disaster | Gigi Grant      | Tv-film     |
| 2006 | Cook-Off            | Nancy Shmaedeke |             |
| 2009 | Dirty Politics      | Rita Breaux     |             |
| 2012 | Here Comes the Boom | Lauren Voss     |             |
| 2014 | Muffin Top          |                 |             |

| Jaar       | Titel                                    | Rol                     | Opmerkingen                                |
| ---------- | ---------------------------------------- | ----------------------- | ------------------------------------------ |
| 2000       | Just Shoot Me                            | Claire                  | Aflevering "Choosing to Be Super"          |
| 2001-2007  | Reba                                     | Barbra Jean Booker Hart |                                            |
| 2003       | The Pitts                                | Shirley/Shelly          | Aflevering "Pilot"                         |
| 2004       | Johnny Bravo                             | Becky                   | Aflevering "Wilderness Protection Program" |
| 2006       | Ned's Declassified School Survival Guide | Mrs. Splitz             | Aflevering "Failing & Tutors               |
| 2007       | CMT Comedy Stage                         | Presentatie             |                                            |
| 2008       | American Dad                             | Sister Mary             | Aflevering "Office Spaceman"               |
| 2009       | Rita Rocks                               | Jennifer                |                                            |
| 2009       | Surviving Suburbia                       | Mrs. Munice             |                                            |
| 2009–2012  | The Singing Bee                          | Presentatie             |                                            |
| 2010–heden | Pretty: The Series                       | Candy                   | 5 afleveringen                             |
| 2011       | Working Class                            | Carli Mitchell          |                                            |
| 2012–2017  | Baby Daddy                               | Bonnie Wheeler          |                                            |
| 2012       | Retired at 35                            | Julia                   | 1 aflevering                               |
| 2013-heden | Bet On Your Baby                         | Presentatie             |                                            |
| 2013       | Dancing Fools                            | Presentatie             |                                            |
| 2017-2024  | Young Sheldon                            | Brenda Sparks           |                                            |